# Alexander De Croo
Alexander De Croo, född 3 november 1975 i Vilvoorde, är en belgisk politiker, och sedan 2009 partiledare för det liberala partiet Öppna VLD. Han var Belgiens premiärminister mellan 2020 till 2025.